# کلاب ۳دی
کلاب ۳ دی (انگلیسی: Club 3D) شرکت الکترونیک هلندی است، که در سال ۱۹۹۷ تأسیس شد.